# 히가시카코가와역
히가시카코가와역(일본어: 東加古川駅 히가시카코가와에키[*])은 일본 효고현 가코가와시에 위치한 서일본 여객철도의 역이다.

## 역 구조
단식·섬식이 섞인 혼합형 승강장으로 2면 3선의 지상역이다. 2006년 11월 26일 역사가 고가 형태로 바뀌었다.
하행 본선은 1번 승강장, 상행 본선은 3번 승강장으로, 통상의 발착은 이 승강장들에서 이루어진다. 2번 승강장은 상하행선 공용의 대피선이다.
이전에는 이 역에서 상행 보통열차가 신쾌속의 통과를 대피한 바가 있었으나 2005년 3월 시간표 개정에서 가코가와의 상행 대피선 (4번선)의 사용이 개시됨으로써 대피열차가 반감하여 이듬해 3월 시간표 개정으로 히가시카코가와에서의 통과 대피가 전면 폐지되었다. 다만 평일 아침 출근 시간대에 설정되어 있는 가코가와 시발 보통 열차 (니시아카시 이동 구간도 보통으로 운전)과 토요일 및 공휴일의 오후 8시대 보통 열차, 화물 열차나 회송 열차가 이 역에서 통과 대피를 실시한다.
역의 바로 동쪽에는 건널목이 있어 히메지 방면에서의 보통 열차가 통과 대기를 위해 2번 선으로 들어올 때 건널목의 차단기가 내려진다. 열차가 통과한 후에야 차단기가 올라가기 때문에 차단 시간이 길어졌다.
어번 네트워크 구역의 일부로 이코카 및 제휴 IC 카드의 사용이 가능하다.
| 1 | ■ JR 고베 선 | 하행 | 가코가와・히메지방면  | 가코가와・히메지방면  |
| 2 | ■ JR 고베 선 | 하행 | 가코가와・히메지 방면 | 가코가와・히메지 방면 |
| 2 | ■ JR 고베 선 | 상행 | 산노미야・오사카 방면 | (주로 대피 열차)      |
| 3 | ■ JR 고베 선 | 상행 | 산노미야·오사카 방면  | 산노미야·오사카 방면  |

## 역사
- 1961년 10월 1일: 일본국유철도 산요 본선 쓰치야마 ~ 가코가와 간에 신설.
- 1987년 4월 1일: 민영화에 따라 서일본 여객철도의 소속이 된다.
- 2003년 11월 1일: 이코카의 사용이 개시되었다.
- 2006년 11월 26일: 고가역사화.

## 인접정차역
| 서일본 여객철도 산요 본선 | 서일본 여객철도 산요 본선 | 서일본 여객철도 산요 본선 |
| ------------------------- | ------------------------- | ------------------------- |
| 쓰치야마 마이바라 방면    | ■ JR 고베 선 보통         | 가코가와 히메지 방면      |